# John Mollo
John Mollo (ur. 18 marca 1931 w Londynie, zm. 25 października 2017 w Froxfield) – brytyjski kostiumograf filmowy oraz autor książek poświęconych umundurowaniu amerykańskich i europejskich żołnierzy. Zasłynął jako projektant kostiumów do Gwiezdnych wojen (1977) George’a Lucasa. Dwukrotny laureat Oscara za najlepsze kostiumy. Pięciokrotnie nominowany do nagrody BAFTA i trzykrotnie do Emmy.

## Życiorys
Urodził się w Londynie jako syn Rosjanina i Brytyjki. Wraz z braćmi Andrew i Borisem od dzieciństwa dzielił pasję do militariów, co skierowało ich wszystkich w stronę pisania książek na ten temat. Johna i Andrew wspólna pasja popchnęłą także na plan filmowy w charakterze ekspertów. W ten sposób John dołączył do ekipy filmu Szarża lekkiej brygady (1968) Tony'ego Richardsona. Funkcję konsultanta ds. militariów i mundurów pełnił również przy filmach Mikołaj i Aleksandra (1971), Barry Lyndon (1975) i Świt Zulusów (1979).
Choć Gwiezdne wojny były debiutem Mollo w charakterze samodzielnego kostiumografa, to jego kostiumy do filmu (zwłaszcza postać Dartha Vadera) weszły na trwałe do historii kina, a sam film przyniósł mu pierwszego Oscara. Mollo zaprojektował także kostiumy do kontynuacji filmu, czyli do Imperium kontratakuje (1980) Irvina Kershnera, oraz do kultowego dzieła Ridleya Scotta Obcy – ósmy pasażer Nostromo (1979).
Drugiego Oscara za najlepsze kostiumy zdobył Mollo wraz z Bhanu Athaiyą za biograficzny fresk Gandhi (1982) Richarda Attenborough. Z reżyserem tym współpracował przy kolejnych projektach filmowych, Krzyk wolności (1987) i Chaplin (1992). Dwukrotnie projektował kostiumy do filmów Hugh Hudsona: Greystoke: Legenda Tarzana, władcy małp (1984) i Rewolucja (1985).
Za pracę nad telewizyjnymi filmami o Horatio Hornblowerze otrzymał trzy nominacje do nagrody Emmy.

## Filmografia
- 1977: Gwiezdne wojny (Star Wars)
- 1979: Obcy – ósmy pasażer Nostromo (Alien)
- 1980: Imperium kontratakuje (The Empire Strikes Back)
- 1981: Odległy ląd (Outland)
- 1982: Gandhi
- 1983: Bogowie dyscypliny (The Lords of Discipline)
- 1984: Greystoke: Legenda Tarzana, władcy małp (Greystoke: The Legend of Tarzan, Lord of the Apes)
- 1985: Król Dawid (King David)
- 1985: Rewolucja (Revolution)
- 1987: Krzyk wolności (Cry Freedom)
- 1988: Wojna Hanny (Hannah's War)
- 1990: Biały myśliwy, czarne serce (White Hunter Black Heart)
- 1990: Air America
- 1992: Chaplin
- 1993: Trzej muszkieterowie (The Three Musketeers)
- 1994: Księga dżungli (The Jungle Book)
- 1997: Ukryty wymiar (Event Horizon)